# 竪川 (埼玉県)
竪川（たてかわ）は、主に埼玉県川口市を流れる流路延長3.4km、流域面積6.9km²の一級河川。荒川水系芝川の支流である。

## 地理
埼玉県蕨市、川口市、さいたま市南区の境界付近の新曽用水から分水し、京浜東北線沿いの暗渠水路である小谷場排水が合流させ、東に流れる。周辺を流れる緑川や菖蒲川、笹目川、上戸田川などと同じような人工河川である。大正8年発行の50000分の1地図には新曽用水から分水している様子が記載されている。
上流部の川口市芝富士、川口市芝園町付近は暗渠であり、北町新通りの下を流れていて歩道として整備されている。東北本線を跨ぐ川口蕨陸橋の真下は開渠となっているが、陸橋の先は暗渠に戻る。一級河川としての堅川は川口蕨陸橋より下流である。
川口市芝5丁目の南部で埼玉県道111号蕨鳩ヶ谷線の下から分かれていき、再び開渠となる。川の両岸には緑が生い茂っている。途中、緑川と平面交差して流れている。かつては緑川が堅川を伏せ越しており、堅川と緑川は合流していなかった。竪川は、そのまま東南へ流れ竪川樋門を経て芝川に合流する。普段は竪川樋門を経て芝川へ合流するが、洪水時は、竪川樋門が閉鎖され、竪川排水路樋門を通じて 竪川排水路を流れ、芝川（旧芝川）に合流する。

## 支流
- 戸田用水（蕨市･芝園町付近で合流） - 合流地点はどちらとも暗渠。
- 緑川 （川口市南前川付近で合流） - 上流側から合流する。緑川下流へは緑川浄化施設を通じて水が汲み上げられる。

## 河川施設
- 竪川樋門
- 竪川排水路樋門

## 橋梁
- 猫橋
- （埼玉県道35号川口上尾線）
- 竪前橋
- 前一橋
- 六円橋
- 丁張橋
- 幸橋
- 竪川橋
- 新橋（埼玉県道332号根岸本町線）
- 中の橋
- ふれあい橋